# Denis Pack
Denis Pack o Dennis Pack (Irlanda, 1772-Londres, 1823) fue un militar inglés que participó en las invasiones inglesas al Virreinato del Río de la Plata.

## Primera invasión a Buenos Aires
Era un oficial de carrera, que con el grado de teniente coronel, y como jefe de uno de los tres batallones del Regimiento 71 de Highlanders, tomó parte de la captura de Ciudad del Cabo en 1805. Era uno de los más prestigiosos de los regimientos de infantería inglesa. Las tropas inglesas eran reconocidas en el mundo entero por su superioridad en armamento y por su disciplina. Sus regimientos habían sido fogueados recientemente en la lucha de las guerras napoleónicas.
Su regimiento fue incorporado a las fuerzas con él el general William Beresford realizó la primera invasión inglesa a Buenos Aires en junio del año siguiente. Su regimiento aportaba algo más de la mitad de las tropas invasoras, y con ellas Beresford ocupó Buenos Aires sin mayor resistencia. 
Sin embargo, en la segunda semana de agosto de 1806, Santiago de Liniers, daría comienzo a uno de los hechos de mayor trascendencia de la Historia Argentina, reconquistando la ciudad y venciendo a los ingleses. Sus oficiales y tropas fueron tomados prisioneros e internados en distintas localidades del Virreinato del Río de la Plata.
El general Beresford, junto con el coronel Pack, fueron alojados en la Villa de Luján.

## La fuga
Al ser tomada la plaza de Montevideo por los británicos, con el fin de comenzar la segunda invasión, los cabildantes de Buenos Aires dispusieron se formara una comisión para que inmediatamente se incautara de la correspondencia de Beresford y todos sus papeles. Había corrido la voz de que este general estaba al tanto del ataque a Montevideo, al parecer a través de infidentes, por lo que los cabildantes querían prevenir la posibilidad de un procedimiento semejante en Buenos Aires. La comisión enviada no solo debía apoderarse de la documentación, sino que debía disponer el traslado de los oficiales británicos a puntos más lejanos de la ciudad portuaria.
La delicada misión fue encomendada a un Oidor de la Real Audiencia, acompañado por el teniente coronel Pedro Andrés García y una escolta de 25 hombres del Regimiento de Húsares, comandados por Lucas Vivas. La misión fue cumplida a entera satisfacción del gobierno y retornaron a Buenos Aires llevando gran cantidad de papeles, e informando a los detenidos que su nuevo destino sería Catamarca
Mientras tanto, algunos comerciantes españoles y criollos que simpatizaban con el gobierno británico conspiraban para lograr la fuga de los oficiales, alojados de Luján, con el fin de evitar su traslado. Saturnino Rodríguez Peña y Manuel Aniceto Padilla se presentaron con una supuesta orden verbal del virrey Liniers y lograron apoderarse de las personas de los prisioneros. Beresford y Pack fueron embarcados en un buque inglés y pasaron a Montevideo.
Una vez en Montevideo, Pack se unió a la división del general Robert Craufurd para unirse a la segunda invasión a Buenos Aires, pese a que había prestado el juramento de no empuñar nunca más las armas contra España.

## Segunda invasión a Buenos Aires
Violó su juramento, tomando activa participación en la ocupación de Colonia del Sacramento, que hizo fracasar el ataque efectuado por el Coronel Francisco Javier de Elío.
Acompañó a Craufurd en la batalla de Corrales de Miserere y en el ataque a la ciudad de Buenos Aires. Ocupó con los hombres a su mando la Iglesia de Santo Domingo, donde la resistencia porteña lo obligó a parapetarse; allí se encontró con la bandera de su querido Regimiento 71. Pero, no obstante su empeño, fue superado por la tenacidad del ataque de los regimientos porteños; intentó abandonar su posición y la ciudad, pero las fuerzas porteñas se fueron congregando a su alrededor, y debió finalmente rendirse. Entre sus vencedores se encontraba el coronel Pedro Andrés García, jefe del Regimiento de Cántabros Montañeses.
El pueblo buscaba a Pack para ejecutarlo por perjuro, pero los frailes dominicos lo protegieron hasta que fue entregado al general John Whitelocke, al iniciarse la retirada inglesa.
Enviado a Inglaterra, continuó su carrera militar participando en varias operaciones contra los franceses, culminando con su participación en la batalla de Waterloo, contra el emperador Napoleón Bonaparte.